# 음력 7월
음력 7월(陰曆七月) 또는 오월(梧月), 상월(相月)은 음력에서 일곱 번째 달이다.
이 달에는 중기인 처서와 절기인 입추 혹은 백로가 들어 있으며, 음력 7월 30일이 없는 해도 있다.
월건은 신(申)이다.

## 7월이윤달인 해
- 1919년 (양력 1919년 8월 26일 ~ 9월 23일, 29일간)
- 1938년 (양력 1938년 8월 25일 ~ 9월 23일, 30일간)
- 1949년 (양력 1949년 8월 24일 ~ 9월 21일, 29일간)
- 1968년 (양력 1968년 8월 24일 ~ 9월 21일, 29일간)
- 2006년 (양력 2006년 8월 24일 ~ 9월 21일, 29일간)
- 2044년 (양력 2044년 8월 23일 ~ 9월 20일, 29일간)
- 2063년 (양력 2063년 8월 24일 ~ 9월 21일, 29일간)
- 2082년 (양력 2082년 8월 24일 ~ 9월 21일, 29일간)
- 2101년 (양력 2101년 8월 25일 ~ 9월 22일, 29일간)
- 2120년 (양력 2120년 8월 24일 ~ 9월 22일, 30일간)
- 2139년 (양력 2139년 8월 24일 ~ 9월 22일, 30일간)
- 2158년 (양력 2158년 8월 24일 ~ 9월 21일, 29일간)
- 2177년 (양력 2177년 8월 24일 ~ 9월 21일, 29일간)
- 2188년 (양력 2188년 8월 23일 ~ 9월 20일, 29일간)[1]

## 기념일, 연중행사
- 음력 7월 7일 - 칠석
- 음력 7월 15일 - 백중

## 참조
- 음력 360일